# Termoluminiscentni dozimetar
Termoluminiscentni dozimetar, ili TLD, je tip radijacionog dozimetra koji se sastoji od komada termoluminiscentnog kristalnog materijala unutar radiolucentnog pakovanja.
Kada je termoluminiscentni kristal izložen jonizujućem zračenju, on apsorbuje i zadržava deo energije zračenja u svojoj kristalnoj rešetki. Kada se zagreje, kristal oslobađa zarobljenu energiju u vidu vidljive svetlosti, čiji je intenzitet proporcionalan intenzitetu jonizujućeg zračenja kome je kristal bio izložen. Specijalizovani detektor meri intenzitet emitovane svetlosti, a ovo merenje se koristi za izračunavanje doze jonizujućeg zračenja kojoj je kristal bio izložen. Pošto je gustina kristala slična gustini mekog tkiva čoveka, merenje doze se može koristiti za izračunavanje apsorbovane doze.
Materijali koji pokazuju termoluminiscenciju kao odgovor na jonizujuće zračenje uključuju kalcijum fluorid, litijum fluorid, kalcijum sulfat, litijum borat, kalcijum borat, kalijum bromid i feldspat. Ovaj dozimetar je izumeo profesor Farington Daniels sa Univerziteta Viskonsin-Medison 1954. godine.

## Tipovi
Dva najčešća tipa TLD-a su kalcijum fluorid i litijum fluorid, sa jednom ili više nečistoća za stvaranje stanja zamke za energetske elektrone. Prvi se koristi za snimanje gama ekspozicije, drugi za gama i neutronsko izlaganje (indirektno, koristeći Li-6 (n, alfa) nuklearnu reakciju; iz tog razloga, LiF dozimetri mogu biti obogaćeni litijumom-6 da bi se poboljšao ovaj efekat ili obogaćen litijum-7 da bi se smanjio). Drugi tipovi uključuju berilijum oksid, i kalcijum sulfat dopiran tulijumom.
Kako zračenje stupa u interakciju sa kristalom, to dovodi do toga da elektroni u atomima kristala skoče u viša energetska stanja, gde ostaju zarobljeni zbog namerno unetih nečistoća (obično mangana ili magnezijuma) u kristal, dok se ne zagreju. Zagrevanje kristala dovodi do toga da se elektroni vraćaju u osnovno stanje, oslobađajući foton energije jednak razlici energije između stanja zamke i osnovnog stanja.